# 字体微调

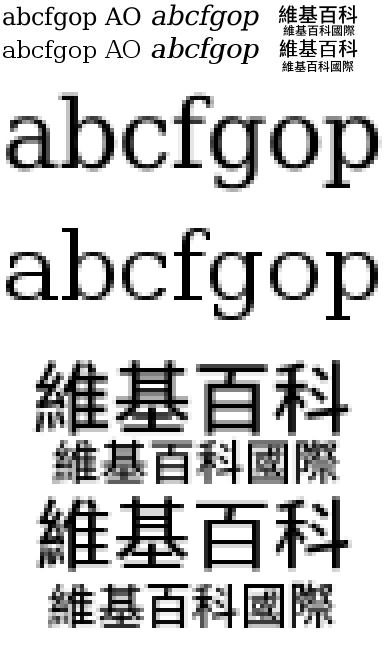
上行为未微调字体，下行为微调字体，两种字体均为真实尺寸且缩放比例均为400％。与未微调字体相比，微调字体的边缘对比度增加了，但是未微调字体的字符形状更加符合现实，字符间的间距也更加自然。

字體微調（英語：Font hinting、或）是指使用数学指令来调整轮廓字体的显示，使其与光栅化网格对齐。在低屏幕分辨率下，微调对于生成清晰易读的文本至关重要。反鋸齒和液晶显示器的子像素渲染技术可让已微调的字体进行进一步清晰化。

## 概述
微调可以在字体设计过程中通过字体编辑器来创建，并将其嵌入字体中。可以通过基于字符轮廓的处理算法自动微调，但也可以进行手动设置。大多数的字体编辑器都可以执行自动微调，并且这种方法适用于许多字体，但是，高质量的商业字体通常会进行手动微调来最大化计算机显示器上的清晰度。Verdana是包含大量微调数据的字体的一个示例，这一字体的大部分字型由字型工程师托马斯·里克纳手动完成微调。

## 实现
在蘋果公司于1991年发布的TrueType字体格式中，微调会调用字体数据表，以在屏幕上准确呈现字体。TrueType微调的一个特点是网格拟合，即通过修改字体字符的字高和字宽，让字符与屏幕显示的设置像素网格对齐。当这类微调数据不存在或其使用受到软件专利的限制时，开源的FreeType 2字体渲染引擎会使用自动微调。自2011年起，FreeType网站发表声明，其相关的字体微调专利现在都已过期，并且FreeType会在默认情况下自动启用微调。

## 指导方针
根据TrueType参考手册，字型工程师在微调字体时必须在以下两种限制中进行协调：
- 在小尺寸下，不应该允许偶然效应来放大字形在原始轮廓设计中的细微差异。
- 在大尺寸下，应该呈现出原始设计的细致度。[4]

参考手册还建议，为保证屏幕显示，字体应满足在每72PPI中每em有9个点数的要求，还应特别注意大寫高度、X字高以及基線来保持字形正常，不让字体在小尺寸时产生夸张效果。